# Fes-majeur
Fes-majeur, Fes grote terts of Fes-groot (afkorting: Fes) is een toonsoort met als grondtoon fes.

## Toonladder
De voortekening telt acht mollen: es, as, des, ges, ces, fes en beses. Het is de parallelle toonaard van des-mineur. De enharmonisch gelijke toonaard van Fes-majeur is E-majeur.